# Пунитаки
Пунитаки (исп. Punitaqui) — посёлок в Чили. Административный центр одноименной коммуны. Население посёлка — 3615 человек (2002). Посёлок и коммуна входят в состав провинции Лимари и области Кокимбо.
Территория — 1 339 км². Численность населения — 10 956 жителя (2017). Плотность населения — 8,18 чел./км².

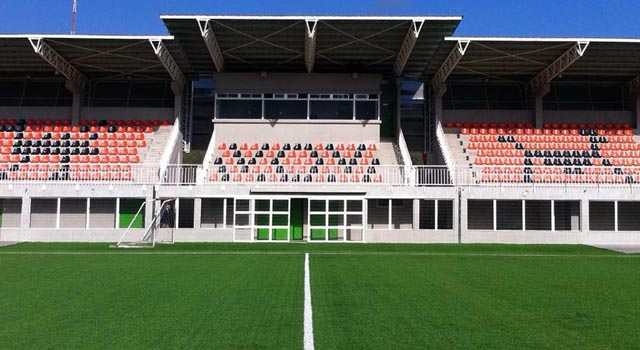
Городской стадион Пунитаки

## Расположение
Посёлок расположен в 103 км на юг от административного центра области города Ла-Серена.
Коммуна граничит:
- на севере — коммуна Овалье
- на востоке — коммуна Монте-Патрия
- на юго-востоке — коммуна Комбарбала
- на юге — коммуна Канела
- на западе — коммуна Овалье

## Демография
Согласно сведениям, собранным в ходе переписи 2017 г. Национальным институтом статистики (INE), население коммуны составляет:
| Полное население                          | Полное население                          | Полное население                          | Полное население                          | Полное население                          | 10 956 |
| ----------------------------------------- | ----------------------------------------- | ----------------------------------------- | ----------------------------------------- | ----------------------------------------- | ------ |
| в том числе:                              | Городское население                       | 5 848                                     | Процент городского населения, %           | 53,38                                     |        |
|                                           | Сельское население                        | 5 108                                     | Процент сельского населения, %            | 46,62                                     |        |
|                                           | Мужское население                         | 5 452                                     | Процент мужского населения, %             | 49,76                                     |        |
|                                           | Женское население                         | 5 504                                     | Процент женского населения, %             | 50,24                                     |        |
| Плотность населения, чел/км²              | Плотность населения, чел/км²              | Плотность населения, чел/км²              | Плотность населения, чел/км²              | Плотность населения, чел/км²              | 8,18   |
| Население коммуны в % к населению области | Население коммуны в % к населению области | Население коммуны в % к населению области | Население коммуны в % к населению области | Население коммуны в % к населению области | 1,45   |

| Динамика изменения населения коммуны | Динамика изменения населения коммуны | Динамика изменения населения коммуны | Динамика изменения населения коммуны |
| ------------------------------------ | ------------------------------------ | ------------------------------------ | ------------------------------------ |
| 1992                                 | 2002                                 | 2012                                 | 2017                                 |
| 8723                                 | 9539▲                                | 10418▲                               | 10956▲                               |

## Важнейшие населенные пункты[4]
| № | Населённый пункт | Населённый пункт (исп.) | Категория | Население чел. (2002) | На карте                        |
| - | ---------------- | ----------------------- | --------- | --------------------- | ------------------------------- |
| 1 | Пунитаки         | Punitaqui               | город     | 3615                  | 30°50′02″ ю. ш. 71°15′27″ з. д. |
| 2 | Лас-Рамадас      | Las Ramadas             | поселок   | 654                   | 30°47′39″ ю. ш. 71°15′18″ з. д. |
| 3 | Гранерос         | Graneros                | поселок   | 280                   | 30°46′00″ ю. ш. 71°17′00″ з. д. |
| 4 | Гранхитас        | Granjitas               | поселок   | 271                   | 30°44′48″ ю. ш. 71°17′35″ з. д. |
| 5 | Эль-Инохо        | El Hinojo               | поселок   | 193                   | 30°45′44″ ю. ш. 71°15′11″ з. д. |
| 6 | Ла-Игера         | La Higuera              | поселок   | 178                   | 30°51′33″ ю. ш. 71°14′44″ з. д. |